# Frans De Rijcke
Frans De Rijcke, né et mort à une date inconnue, est un footballeur belge actif durant les années 1920. Il évolue durant toute sa carrière au RFC malinois. Il évolue durant toute sa carrière au RFC malinois au poste de milieu relayeur.

## Biographie

### Carrière de joueur
Frans De Rijcke fait ses débuts avec l'équipe première du RFC malinois en 1919. N'ayant connu qu'un seul club dans sa carrière, il s'impose peu à peu en tant que titulaire du club et permet à l'équipe d'être championne de Division 2 en Championnat de Belgique de football D2 1925-1926.

### Carrière d'entraîneur
En 1961, après avoir mis un terme à sa carrière, il dirige les joueurs du RFC malinois jusqu'en 1962. Lors de sa seul saison comme entraineur, il conduira le club à la troisième place en Division 2. 

## Statistiques
| Saison                | Club                  | Championnat           | Championnat | Championnat | Coupe(s) nationale(s) | Coupe(s) nationale(s) | Total | Total |
| Saison                | Club                  | Division              | M.          | B.          | M.                    | B.                    | M.    | B.    |
| 1919-1920             | FC malinois           | Division 2            | -           | -           | -                     | -                     | 0     | 0     |
| 1920-1921             | FC malinois           | Division 2            | -           | -           | -                     | -                     | 0     | 0     |
| 1921-1922             | FC malinois           | Division 1            | 26          | -           | -                     | -                     | 26    | 0     |
| 1922-1923             | FC malinois           | Division 2            | -           | -           | -                     | -                     | 0     | 0     |
| 1923-1924             | FC malinois           | Division 2            | -           | -           | -                     | -                     | 0     | 0     |
| 1924-1925             | FC malinois           | Division 1            | 21          | -           | -                     | -                     | 21    | 0     |
| 1925-1926             | FC malinois           | Division 2            | -           | -           | -                     | -                     | 0     | 0     |
| 1926-1927             | FC malinois           | Division 1            | 8           | -           | -                     | -                     | 8     | 0     |
| Total sur la carrière | Total sur la carrière | Total sur la carrière | 56          | 1           | -                     | -                     | 56    | 1     |

## Palmarès

### Palmarès comme joueur
- FC malinois
  - Championnat de Belgique de D2
    - Champion : Championnat de Belgique de football D2 1925-1926